# Aeroportul Khashm El Girba
Aeroportul Khashm El Girba (IATA: GBU, ICAO: HSKG) este un aeroport din Sudan ce deservește zona Khashm El Girba⁠(d). A fost numit după zona deservită.
Situat la o altitudine de 475 m, aeroportul dispune de o singură pistă.